# Namsraijavyn Batsuuri
Namsraijavyn Batsuuri (en mongol: Намсрайжавын Батсуурь; 18 de agosto de 1987) es un deportista mongol que compitió en judo. Ganó una medalla de bronce en el Campeonato Asiático de Judo de 2012, en la categoría de +100 kg.

## Palmarés internacional
| Campeonato Asiático | Campeonato Asiático  | Campeonato Asiático | Campeonato Asiático |
| Año                 | Lugar                | Medalla             | Categoría           |
| ------------------- | -------------------- | ------------------- | ------------------- |
| 2012                | Taskent (Uzbekistán) | Medalla de bronce   | +100 kg             |